# Over the Limit 2010
Over the Limit 2010 è stata la prima edizione dell'omonimo pay-per-view prodotto dalla WWE. Si è svolto il 23 maggio 2010 al St. Pete Times Forum di Detroit.

## Storyline
Il 25 aprile, a Extreme Rules, John Cena ha difeso con successo il WWE Championship contro Batista in un Last Man Standing match. Nella puntata di Raw del 26 aprile Batista ha vinto un Triple Threat match che includeva anche Randy Orton e Sheamus, ottenendo così un altro incontro per il titolo di Cena. Nella puntata di Raw del 3 maggio è stato annunciato un Beat the Clock Challenge match tra Cena e Batista, con il vincitore che avrebbe poi avuto la possibilità di scegliere la stipulazione speciale del loro incontro di Over the Limit. Più avanti, la sera stessa, Cena si è aggiudicato la sfida dopo aver sconfitto il suo avversario, Wade Barrett, in un minor tempo rispetto a quello stabilito da Batista. Nella puntata di Raw del 10 maggio Cena ha quindi annunciato un "I quit" match tra lui e Batista con in palio il WWE Championship per Over the Limit.
Nella puntata di Raw del 26 aprile gli ShoMiz (Big Show e lo United States Champion The Miz) hanno perso lo Unified WWE Tag Team Championship contro la Hart Dynasty (Tyson Kidd e David Hart Smith); con Big Show che ha poi effettuato un turn face, attaccando brutalmente The Miz. Nelle puntata di SmackDown del 30 aprile, dopo che era stato trasferito in tale roster per effetto del Draft, Big Show è stato nominato sfidante al World Heavyweight Championship di Jack Swagger.
Nella puntata di Raw del 26 aprile Edge, dopo essere stato trasferito nel roster dello show rosso per effetto del Draft, ha colpito Randy Orton con una Spear, costandogli così la vittoria di un Triple Threat match valevole per la nomina di contendente n°1 del WWE Champion John Cena. Nella puntata di Raw del 3 maggio, durante il suo Cutting Edge, Edge ha tentato di riconciliarsi con Orton, proponendogli di riformare i Rated-RKO; tuttavia, Orton ha rifiutato colpendolo con una RKO.
A Extreme Rules, CM Punk ha sconfitto Rey Mysterio in un Hair match, evitando così la rasatura dei suoi capelli. Nella puntata di SmackDown del 14 maggio la Straight Edge Society di Punk (Luke Gallows, Joey Mercury e Serena) ha brutalmente attaccato Mysterio durante il rematch tra questi e Punk. Uno Straight Edge Society pledge vs. Hair match tra Punk e Mysterio è stato successivamente sancito per Over the Limit: se Mysterio perderà dovrà entrare a far parte della stable di Punk, mentre se Punk perderà sarà costretto a rasarsi completamente i capelli.
Nella puntata di SmackDown del 7 maggio il General Manager dello show, Theodore Long, ha sospeso Drew McIntyre a causa dei suoi continui attacchi nei confronti di Matt Hardy, privandolo poi dell'Intercontinental Championship, reso contestualmente vacante, annunciando che esso verrà messo in palio nella finale di un torneo per decretare il nuovo campione. Nella puntata di SmackDown del 14 maggio Kofi Kingston ha sconfitto Christian nella finale, conquistando così l'Intercontinental Championship per la seconda volta; tuttavia, al termine dell'incontro, McIntyre ha consegnato a Long una lettera, scritta dal Chairman della WWE, Vince McMahon, grazie alla quale McIntyre stesso viene reintegrato dalla sua sospensione con conseguente riconsegna dell'Intercontinental Championship, andando così ad annullare la vittoria del titolo da parte di Kingston (il regno di McIntyre viene dunque considerato unico, come se non fosse mai stato interrotto). Un match tra McIntyre e Kingston con in palio l'Intercontinental Championship (di McIntyre) è stato poi annunciato per Over the Limit.
Nella puntata di Raw del 3 maggio Chris Jericho e lo United States Champion The Miz hanno brutalmente attaccato gli Unified WWE Tag Team Champions, la Hart Dynasty (Tyson Kidd e David Hart Smith). Nella puntata di Raw del 10 maggio, dopo che Jericho aveva sconfitto Smith, è stato sancito un match tra la Hart Dynasty contro Jericho e The Miz con in palio lo Unified WWE Tag Team Championship per Over the Limit.
Nella puntata di Raw del 5 aprile Ted DiBiase si è presentato con una gimmick da miliardario arrogante, atteggiandosi come suo padre all'epoca (il WWE Hall of Famer Ted DiBiase Sr.). Nella puntata di Raw del 26 aprile DiBiase ha offerto a R-Truth la possibilità di diventare il suo servo personale (proprio come aveva fatto suo padre anni prima con Virgil), ma questi ovviamente si è rifiutato. Nella puntata di Raw del 3 maggio DiBiase ha brutalmente attaccato R-Truth, portando così all'annuncio di un match tra i due per Over the Limit.
Nella puntata di Raw del 12 aprile Eve Torres ha sconfitto la campionessa Maryse, conquistando così il Divas Championship per la prima volta. Un rematch tra le due con in palio il titolo fu poi sancito per Over the Limit.

## Risultati
| #    | Incontri                                                                                | Stipulazioni                                            | Durata |
| ---- | --------------------------------------------------------------------------------------- | ------------------------------------------------------- | ------ |
| Dark | Montel Vontavious Porter ha sconfitto Chavo Guerrero                                    | Single match                                            | 04:20  |
| 1    | Kofi Kingston ha sconfitto Drew McIntyre (c)                                            | Single match per il WWE Intercontinental Championship   | 06:24  |
| 2    | R-Truth ha sconfitto Ted DiBiase Jr. (con Virgil)                                       | Single match                                            | 07:46  |
| 3    | Rey Mysterio ha sconfitto CM Punk                                                       | Hair vs. stable match                                   | 13:49  |
| 4    | David Hart Smith e Tyson Kidd (c) (con Natalya) hanno sconfitto Chris Jericho e The Miz | Tag team match per lo Unified WWE Tag Team Championship | 10:44  |
| 5    | Edge vs. Randy Orton è terminato in no-contest                                          | Single match                                            | 12:58  |
| 6    | Big Show ha sconfitto Jack Swagger (c) per squalifica                                   | Single match per il World Heavyweight Championship      | 05:05  |
| 7    | Eve Torres (c) ha sconfitto Maryse                                                      | Single match per il WWE Divas Championship              | 05:03  |
| 8    | John Cena (c) ha sconfitto Batista                                                      | "I Quit" match per il WWE Championship                  | 20:33  |